# Pianezzo
Pianezzo é uma comuna da Suíça, no Cantão Tessino, com cerca de 512 habitantes. Estende-se por uma área de 8,03 km², de densidade populacional de 64 hab/km². Confina com as seguintes comunas: Bellinzona, Cadenazzo, Camorino, Giubiasco, Isone, Medeglia, Sant'Antonio.
A língua oficial nesta comuna é o Italiano.